# Stephen Small
Stephen Small (* 1969 in Wellington) ist ein neuseeländischer Pianist.
Small studierte 1987/88 Klavier bei Tamás Vesmás an der University of Auckland, danach an der Guildhall School of Music and Drama in London bei Nelly Ben-Or. Daneben trat er in Konzerten (u. a. mit dem London Philharmonic Orchestra) auf, arbeitete als Studiomusiker für verschiedene Jazz- und Rockbands und trat mit der Swing-Rockabilly-Band Marlene Lee and the Blue Dots auf. 
In Neuseeland nahm er mit Sonbol Taefi das Album The Other Wing auf, später trat er mit der Künstlerin in England, Kanada, Australien und Neuseeland Zealand auf und spielte drei weitere Alben ein. Seit 1998 lebt er wieder in Neuseeland. Er unterrichtet Jazz und Popularmusik an der University of Auckland.
| Personendaten    | Personendaten            |
| ---------------- | ------------------------ |
| NAME             | Small, Stephen           |
| KURZBESCHREIBUNG | neuseeländischer Pianist |
| GEBURTSDATUM     | 1969                     |
| GEBURTSORT       | Wellington               |